# コーラ (植物)

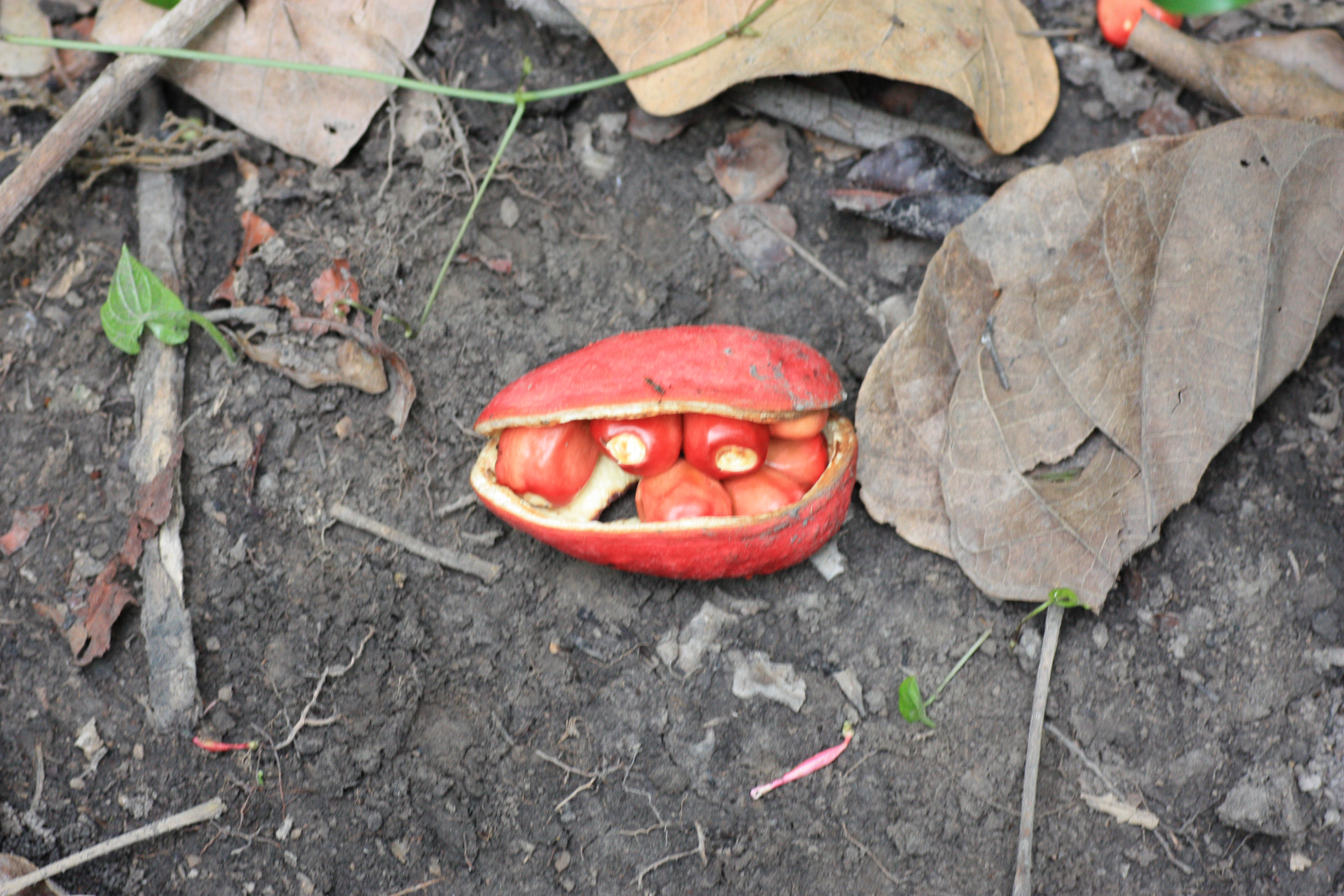
コーラの実

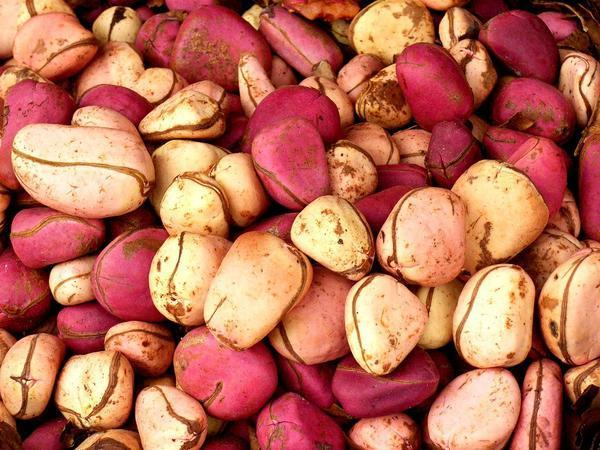
コーラの実

コーラ（学名: Cola）は、約125種からなるアフリカの熱帯雨林に植生するアオイ科（クロンキスト体系や新エングラー体系ではアオギリ科）コラノキ属の植物の総称である。常緑樹で、約8 - 15メートル (m) ほどに育つ。
西アフリカの高温多湿な地域を原産地とする。種としては、コラノキ（Cola nitida）とヒメコラノキ（Cola acuminata）がよく知られている。幹は直立して短い。花は星形で、花弁は淡い黄白色でえび茶色の線が中心から放射状に出ている。果実は15センチメートル (cm) ほどある握りこぶし形で、緑色から茶色に熟すと殻が割れて、中にあるクルミ大の赤色または白色のつやのある種子が露出する。種子はカフェインを多く含み、数種類の興奮性物質や微量のストリキニーネも含んでいる。

## 種子の利用
コーラのうちコラノキ（C. nitida）の種子はコーラ・ナッツと呼ばれる。2 - 2.5%のコラチン（カフェインの一種）、0.02%のテオブロミンを含み、興奮剤として古くからアフリカで用いられた。乾燥させた種子を粉にして水に溶かし、砂糖、はちみつ、ミルクを加えて飲用する。ガーナ、ブラジルが主産地である。
なお、近縁のヒメコラノキ（C. acuminata）からもコーラ・ナッツが得られ、これが真正のコーラであるとする説もある。
少しずつ噛み砕いて楽しむ嗜好品として用いられる。都市部の市場などで流通するコーラ・ナッツは、クリの実ほどの大きさで、白色から赤色をしている。アフリカでは社交の潤滑剤であり、族長や客人向け、通過儀礼などあらゆる場面にコーラ・ナッツが出されることがよくある。噛むと強い渋味を感じるものの、一時的に空腹感を紛らわせることが出来る。なお、コーラ・ナッツを常用すると、歯の表面にステインが付き、歯が茶色くなることもある。西アフリカではコーラ・ナッツを噛む習慣があり、最初は苦いが、次第に甘くなり、世界がバラ色に輝き始めるのだという。ただし近年は、西アフリカでも若年層がコーラ・ナッツを噛むことは少なくなってきている。
かつてはコーラの実には飢えや渇きを和らげる効果があるという迷信があり、大西洋を横断する奴隷船では、腐った水が入った樽にコーラの実を粉末にしたものを加えていた。17世紀にはカリブ海諸島や南北アメリカ大陸にコーラが植えられるようになり、奴隷たちが故郷を偲び、飢えや渇きを抑えるため、ときどきコーラの実を食べていたといわれる。数千年前から日用品として取引され、栽培もされてきたコーラの実は、かつての大西洋奴隷貿易にも使われ、奴隷海岸に存在していた奴隷を取引する市場では、19世紀までコーラの実と奴隷の物々交換が行われていた。
西アフリカには、赤ん坊が生まれると、へその緒をコーラの種子と一緒に地中に埋める風習が各地に残っている。

### イスラム教の影響
嗜好品の多くが禁じられているイスラム文化においては、コーラ・ナッツは唯一許された興奮剤であった。そのため、産地である熱帯雨林地帯ではほとんど消費されず、古くからサヘル地域やサハラ交易においてもっぱら注目されて取引されていた、言わば商品作物であった。

### コーラの原料
炭酸飲料として著名なコーラは、コーラ・ナッツのエキスを用いていたことからその名が付けられた。アメリカ合衆国ではコーラの実の薬効がもてはやされるようになり、1880年代には最初のコカ・コーラに入れられた。ただし、コーラ・ナッツは高価なため、現在のコカ・コーラやペプシコーラと言った大手飲料メーカーが大量生産するコーラは、コーラ・ナッツを使用せず香料で代用している。一方で、クラフトコーラの中には、当時のレシピを再現して、風味付けにコーラ・ナッツの抽出物を含むものもある。